# کاراندامادیتا
کاراندامادیتا (انگلیسی: Karandamaditta) یک روستا در کشور سری‌لانکا است.